# Ptilodexia vittigera
Ptilodexia vittigera là một loài ruồi trong họ Tachinidae.